# Joanna Wolszczak-Derlacz
Joanna Justyna Wolszczak-Derlacz (ur. 16 lipca 1976 w Gdyni) – polska ekonomistka, wykładowczyni Politechniki Gdańskiej.

## Życiorys
Joanna Wolszczak-Derlacz zdała maturę międzynarodową w III Liceum Ogólnokształcącym w Gdyni (1995). Od 1995 do 2000 studiowała ekonomię (specjalność – integracja europejska) na Uniwersytecie Gdańskim, uzyskując tytuł magistra. W 2006 doktoryzowała się na Politechnice Gdańskiej na podstawie dysertacji Procesy konwergencji cen w Unii Europejskiej w latach 1990–2002 (promotor – Piotr Dominiak). Tamże w 2015 uzyskała habilitację, przedstawiając dzieła Konwergencja płac i cen oraz Efektywność i produktywności szkół wyższych (cykl publikacji powiązanych tematycznie).
Jej zainteresowania naukowe skupiają się na teorii i empirycznych analizach konwergencji gospodarczej, analizach produktywności i efektywności, ekonomii edukacji i rynkach pracy.
Zawodowo od 2001 związana z Katedrą Nauk Ekonomicznych Wydziału Zarządzania i Ekonomii PG; początkowo jako asystentka, od 2006 jako adiunktka, a od 2016 profesor uczelni. Kierowniczka Katedry Nauk Ekonomicznych (2016–2020).
Od września 2007 do czerwca 2008 odbyła staż naukowy w Europejskim Instytucie Uniwersyteckim we Florencji, a od września 2013 do maja 2014 w Center for Labour Economics Uniwersytetu Kalifornijskiego w Berkeley. Członkini Rady Narodowego Centrum Nauki w kadencjach 2018–2020 i 2020–2022 oraz Komitetu Naukoznawstwa Polskiej Akademii Nauk. Kierowała grantem badawczym Ernst & Young realizowanego w ramach programu Sprawne Państwo (2010).
Wyróżniona m.in. Nagrodą Prezesa Rady Ministrów za rozprawę doktorską (2007), Olga Radzyner Award Austriackiego Banku Narodowego (2009), Brązowym Medalem za Długoletnią Służbę (2011), stypendium Ministra Nauki i Szkolnictwa Wyższego dla wybitnych młodych naukowców (2011–2014), nagrodami Prezesa Rady Ministrów oraz Ministra Nauki i Szkolnictwa Wyższego za osiągnięcia habilitacyjne (2016).
Zamężna. Matka Dawida i Zofii.

## Publikacje książkowe
- Joanna Wolszczak-Derlacz: Wspólna Europa, różne ceny : analiza procesów konwergencji. Warszawa: CeDeWu, 2007, s. 187. ISBN 978-83-60089-70-5.
- Joanna Wolszczak-Derlacz, Aleksandra Parteka: Produktywność naukowa wyższych szkół publicznych w Polsce : bibliometryczna analiza porównawcza. Warszawa: Ernst & Young, 2010, s. 135. ISBN 978-83-908870-0-5.
- Joanna Wolszczak-Derlacz, Aleksandra Parteka: Scientific productivity of public higher education institutions in Poland : a comparative bibliometric analysis. Warszawa: Ernst & Young, 2010, s. 123. ISBN 978-83-908870-1-2. (ang.).
- Joanna Wolszczak-Derlacz: Efektywność naukowa, dydaktyczna i wdrożeniowa publicznych szkół wyższych w Polsce : analiza nieparametryczna. Gdańsk: Wydawnictwo Politechniki Gdańskiej, 2013, s. 190. ISBN 978-83-7348-523-5.